# As bestas
As bestas és una pel·lícula de thriller rural hispanofrancès del 2022 dirigida per Rodrigo Sorogoyen i protagonitzada per Denis Menochet, Marina Foïs, Luis Zahera i Diego Anido. Està ambientat a Galícia, i rodada en francès, castellà i gallec.
En la 37a edició dels Premis Goya va guanyar 9 dels 17 premis als que optava: millor pel·lícula, millor direcció (Rodrigo Sorogoyen), millor actor (Denis Ménochet), millor actor de repartiment (Luis Zahera), millor guió original (Rodrigo Sorogoyen i Isabel Peña), millor música original (Olivier Arson), millor so (Aitor Berenguer, Fabiola Ordoyo i Yasmina Praderas), millor direcció de fotografia (Alejandro de Pablo) i millor muntatge (Alberto del Campo).

## Sinopsi
Ambientada al camp gallec, la trama segueix una parella francesa que s'instal·la en un petit poble i que busca connectar amb la natura. No obstant això, la seva presència desperta hostilitat i violència franca d'un parell de locals.

## Repartiment
- Denis Ménochet com a Antoine[5]
- Marina Foïs com a Olga[5]
- Luis Zahera com a Xan[6]
- Diego Anido com a Lorenzo[5]
- Marie Colomb com a Marie Denis[7]
- Machi Salgado com a Rafael[8]

## Producció
La pel·lícula va ser produïda per Sandra Tàpia d'Arcadia Motion Pictures, Caballo Films, Cronos Entertainment i Le Pacte, amb la participació de RTVE, Movistar+, Canal+ i Ciné+, el suport d'Eurimages, i fel inançament de l'ICAA. El guió va ser escrit Isabel Peña i Sorogoyen, que han col·laborat en anteriors projectes. L'equip de producció també compta amb altres col·laboradors recurrents de Sorogoyen (com Olivier Arson com a compositor, Alex de Pablo com a director de fotografia i Alberto del Campo com a muntador).
Sorogoyen va informar que rodaria la pel·lícula "com un western". El rodatge va començar el 16 de setembre de 2021 i es va acabar el 13 de desembre. Els llocs de rodatge inclouen El Bierzo i l'interior de Galícia.

## Estrena
As bestas va debutar al 75è Festival de Canes el 26 de maig de 2022, projectat fora de competició a la secció Cannes Première. La pel·lícula es va estrenar als cinemes francesos el 20 de juliol de 2022. Es va estrenar a les sales a Espanya l'11 de novembre de 2022.

## Premis i nominacions
| Any  | Premis                                                | Categoria                                                                       | Destinataris/es                                                       | Resultat  | Ref.                 |
| ---- | ----------------------------------------------------- | ------------------------------------------------------------------------------- | --------------------------------------------------------------------- | --------- | -------------------- |
| 2022 | 70è Festival Internacional de Cinema de Sant Sebastià | Premi del Públic Ciutat de Donostia/San Sebastià a la millor pel·lícula europea | As bestas                                                             | Guanyador | [ 16 ]               |
| 2022 | 58 Festival Internacional de Cinema de Chicago        | Hugo d’Or                                                                       | As bestas                                                             | Nominat   | [ 17 ]               |
| 2022 | 58 Festival Internacional de Cinema de Chicago        | Silver Hugo a la millor interpretació de conjunt                                | Denis Ménochet, Marina Foïs, Luis Zahera, Diego Anido, i Marie Colomb | Guanyador | [ 18 ]               |
| 2022 | 35ns Festival Internacional de Cinema de Tòquio       | Grand Prix                                                                      | As bestas                                                             | Guanyador | [ 19 ]               |
| 2022 | 35ns Festival Internacional de Cinema de Tòquio       | Millor direcció                                                                 | Rodrigo Sorogoyen                                                     | Guanyador | [ 19 ]               |
| 2022 | 35ns Festival Internacional de Cinema de Tòquio       | Millor actor                                                                    | Denis Ménochet                                                        | Guanyador | [ 19 ]               |
| 2022 | 28ns Premis Forqué                                    | Millor pel·lícula                                                               | As bestas                                                             | Guanyador | [ 20 ] [ 21 ]        |
| 2022 | 28ns Premis Forqué                                    | Millor actuació masculina en una pel·lícula                                     | Denis Ménochet                                                        | Guanyador | [ 20 ] [ 21 ]        |
| 2023 | 28ns Premis Lumières                                  | Millor actor                                                                    | Denis Ménochet                                                        | Nominat   | [ 22 ]               |
| 2023 | 28ns Premis Lumières                                  | Millor coproducció internacional                                                | Millor coproducció internacional                                      | Guanyador | [ 22 ]               |
| 2023 | X Premis Feroz                                        | Millor pel·lícula dramàtica                                                     | Ignasi Estapé, Sandra Tapia, Ibon Cormenzana, Eduardo Villanueva      | Guanyador | [ 23 ] [ 24 ] [ 25 ] |
| 2023 | X Premis Feroz                                        | Millor direcció                                                                 | Rodrigo Sorogoyen                                                     | Nominat   | [ 23 ] [ 24 ] [ 25 ] |
| 2023 | X Premis Feroz                                        | Millor guió                                                                     | Rodrigo Sorogoyen, Isabel Peña                                        | Nominat   | [ 23 ] [ 24 ] [ 25 ] |
| 2023 | X Premis Feroz                                        | Millor actriu en una pel·lícula                                                 | Marina Foïs                                                           | Nominat   | [ 23 ] [ 24 ] [ 25 ] |
| 2023 | X Premis Feroz                                        | Millor actor en una pel·lícula                                                  | Denis Ménochet                                                        | Nominat   | [ 23 ] [ 24 ] [ 25 ] |
| 2023 | X Premis Feroz                                        | Millor actor secundari en una pel·lícula                                        | Diego Anido                                                           | Nominat   | [ 23 ] [ 24 ] [ 25 ] |
| 2023 | X Premis Feroz                                        | Millor actor secundari en una pel·lícula                                        | Luis Zahera                                                           | Guanyador | [ 23 ] [ 24 ] [ 25 ] |
| 2023 | X Premis Feroz                                        | Millor música original                                                          | Olivier Arson                                                         | Guanyador | [ 23 ] [ 24 ] [ 25 ] |
| 2023 | X Premis Feroz                                        | Millor tràiler                                                                  | Miguel Ángel Trudu                                                    | Nominat   | [ 23 ] [ 24 ] [ 25 ] |
| 2023 | X Premis Feroz                                        | Millor cartell                                                                  | Jordi Rins, Lucía Faraig                                              | Nominat   | [ 23 ] [ 24 ] [ 25 ] |
| 2023 | 2n Premis Carmen                                      | Best Non-Andalusian Film                                                        | Best Non-Andalusian Film                                              | Guanyador | [ 26 ]               |
| 2023 | 78 Medalles CEC                                       | Millor pel·lícula                                                               | Millor pel·lícula                                                     | Guanyador | [ 27 ] [ 28 ]        |
| 2023 | 78 Medalles CEC                                       | Millor Director                                                                 | Rodrigo Sorogoyen                                                     | Guanyador | [ 27 ] [ 28 ]        |
| 2023 | 78 Medalles CEC                                       | Millor Actor                                                                    | Denis Ménochet                                                        | Guanyador | [ 27 ] [ 28 ]        |
| 2023 | 78 Medalles CEC                                       | Millor Actriu                                                                   | Marina Foïs                                                           | Guanyador | [ 27 ] [ 28 ]        |
| 2023 | 78 Medalles CEC                                       | Millor Actor Secundari                                                          | Luis Zahera                                                           | Guanyador | [ 27 ] [ 28 ]        |
| 2023 | 78 Medalles CEC                                       | Millor Actor Secundari                                                          | Diego Anido                                                           | Nominat   | [ 27 ] [ 28 ]        |
| 2023 | 78 Medalles CEC                                       | Millor Actriu Secundària                                                        | Marie Colomb                                                          | Nominat   | [ 27 ] [ 28 ]        |
| 2023 | 78 Medalles CEC                                       | Millor Actriu Secundària                                                        | Luisa Merelas                                                         | Nominat   | [ 27 ] [ 28 ]        |
| 2023 | 78 Medalles CEC                                       | Millor guió original                                                            | Isabel Peña, Rodrigo Sorogoyen                                        | Guanyador | [ 27 ] [ 28 ]        |
| 2023 | 78 Medalles CEC                                       | Millor Fotografia                                                               | Alex de Pablo                                                         | Guanyador | [ 27 ] [ 28 ]        |
| 2023 | 78 Medalles CEC                                       | Millor Muntatge                                                                 | Alberto del Campo                                                     | Guanyador | [ 27 ] [ 28 ]        |
| 2023 | 78 Medalles CEC                                       | Millor Música                                                                   | Oliver Arson                                                          | Guanyador | [ 27 ] [ 28 ]        |
| 2023 | 37 Premis Goya                                        | Millor pel·lícula                                                               | Millor pel·lícula                                                     | Guanyador | [ 29 ] [ 30 ]        |
| 2023 | 37 Premis Goya                                        | Millor direcció                                                                 | Rodrigo Sorogoyen                                                     | Guanyador | [ 29 ] [ 30 ]        |
| 2023 | 37 Premis Goya                                        | Millor guió original                                                            | Isabel Peña, Rodrigo Sorogoyen                                        | Guanyador | [ 29 ] [ 30 ]        |
| 2023 | 37 Premis Goya                                        | Millor actor                                                                    | Denis Ménochet                                                        | Guanyador | [ 29 ] [ 30 ]        |
| 2023 | 37 Premis Goya                                        | Millor actriu                                                                   | Marina Foïs                                                           | Nominat   | [ 29 ] [ 30 ]        |
| 2023 | 37 Premis Goya                                        | Millor actor secundari                                                          | Diego Anido                                                           | Nominat   | [ 29 ] [ 30 ]        |
| 2023 | 37 Premis Goya                                        | Millor actor secundari                                                          | Luis Zahera                                                           | Guanyador | [ 29 ] [ 30 ]        |
| 2023 | 37 Premis Goya                                        | Millor actriu secundària                                                        | Marie Colomb                                                          | Nominat   | [ 29 ] [ 30 ]        |
| 2023 | 37 Premis Goya                                        | Millor fotografia                                                               | Álex de Pablo                                                         | Guanyador | [ 29 ] [ 30 ]        |
| 2023 | 37 Premis Goya                                        | Millor muntatge                                                                 | Alberto del Campo                                                     | Guanyador | [ 29 ] [ 30 ]        |
| 2023 | 37 Premis Goya                                        | Millor música original                                                          | Olivier Arson                                                         | Guanyador | [ 29 ] [ 30 ]        |
| 2023 | 37 Premis Goya                                        | Millor so                                                                       | Aitor Berenguer, Fabiola Ordoyo, Yasmina Praderas                     | Guanyador | [ 29 ] [ 30 ]        |
| 2023 | 37 Premis Goya                                        | Millor direcció artística                                                       | José Tirado                                                           | Nominat   | [ 29 ] [ 30 ]        |
| 2023 | 37 Premis Goya                                        | Millor disseny de vestuari                                                      | Paola Torres                                                          | Nominat   | [ 29 ] [ 30 ]        |
| 2023 | 37 Premis Goya                                        | Millor maquillatge i perruqueria                                                | Irene Pedrosa, Jesús Gil                                              | Nominat   | [ 29 ] [ 30 ]        |
| 2023 | 37 Premis Goya                                        | Millors efectes especials                                                       | Óscar Abades, Ana Rubio                                               | Nominat   | [ 29 ] [ 30 ]        |
| 2023 | 37 Premis Goya                                        | Millor direcció de producció                                                    | Carmen Sánchez de la Vega                                             | Nominat   | [ 29 ] [ 30 ]        |
| 2023 | 48 Premis César                                       | Millor pel·lícula estrangera                                                    | Millor pel·lícula estrangera                                          | Pendent   | [ 31 ]               |
| 2023 | 31 Premis de la Unión de Actores y Actrices           | Millor actriu de pel·lícula en un paper protagonista                            | Marina Foïs                                                           | Pendent   | [ 32 ]               |
| 2023 | 31 Premis de la Unión de Actores y Actrices           | Millor actor de pel·lícula en un paper protagonista                             | Denis Ménochet                                                        | Pendent   | [ 32 ]               |
| 2023 | 31 Premis de la Unión de Actores y Actrices           | Millor actor de cinema en un paper secundari                                    | Luis Zahera                                                           | Pendent   | [ 32 ]               |
| 2023 | 31 Premis de la Unión de Actores y Actrices           | Millor actriu de pel·lícula en un paper menor                                   | Marie Colomb                                                          | Pendent   | [ 32 ]               |
| 2023 | 31 Premis de la Unión de Actores y Actrices           | Millor actor novell                                                             | Diego Anido                                                           | Pendent   | [ 32 ]               |